# Pomnik gen. Marii Wittek
Pomnik gen. Marii Wittek – pomnik upamiętniający Marię Wittek znajdujący się w Warszawie.

## Opis
Autorem monumentu jest rzeźbiarz Jan Bohdan Chmielewski. Pomnik został ufundowany ze środków własnych gen. Elżbiety Zawackiej. Został odsłonięty 19 kwietnia 2007 roku na dziedzińcu stołecznego Muzeum Wojska Polskiego.